# Lærer (film)
Lærer (russisk: Учитель) er en sovjetisk film fra 1939 af Sergej Gerasimov.

## Medvirkende
- Boris Tjirkov som Stepan Lautin
- Tamara Makarova som Agrafena Grunja
- Ljudmila Sjabalina som Marija Lautina
- Pavel Volkov som Ivan Lautin
- Valentina Telegina som Stepanida Lautina